# لوماسو
لوماسو (به ایتالیایی: Lomaso) یک منطقهٔ مسکونی در ایتالیا است که در Comano Terme واقع شده‌است.

## خصوصیات
لوماسو ۴۱٫۵ کیلومترمربع مساحت و ۱٬۴۸۲ نفر جمعیت دارد و ۵۰۰ متر بالاتر از سطح دریا واقع شده‌است.